# 朱厄爾山
66°57′S 53°9′E / 66.950°S 53.150°E
朱厄爾山是南極洲的山峰，位於恩德比地，處於科德韋爾山以南6公里和大霍納肯山西南面46公里，該山峰根據澳大利亞探險隊的空中照片被繪入地圖。